# 葉武
葉武（1414年—？），字繼武，浙江衢州府開化縣人，民籍。明朝政治人物。進士出身。

## 生平
正統六年（1441年）辛酉科浙江鄉試第二十三名。正統十年（1445年）乙丑科會試第三十一名，殿試登進士第二甲第十一名。

## 家族
曾祖葉彥文。祖父葉原正，曾任寧鄉縣知縣。父亲葉景說。